# Gasthaus Rössle (Trillfingen)

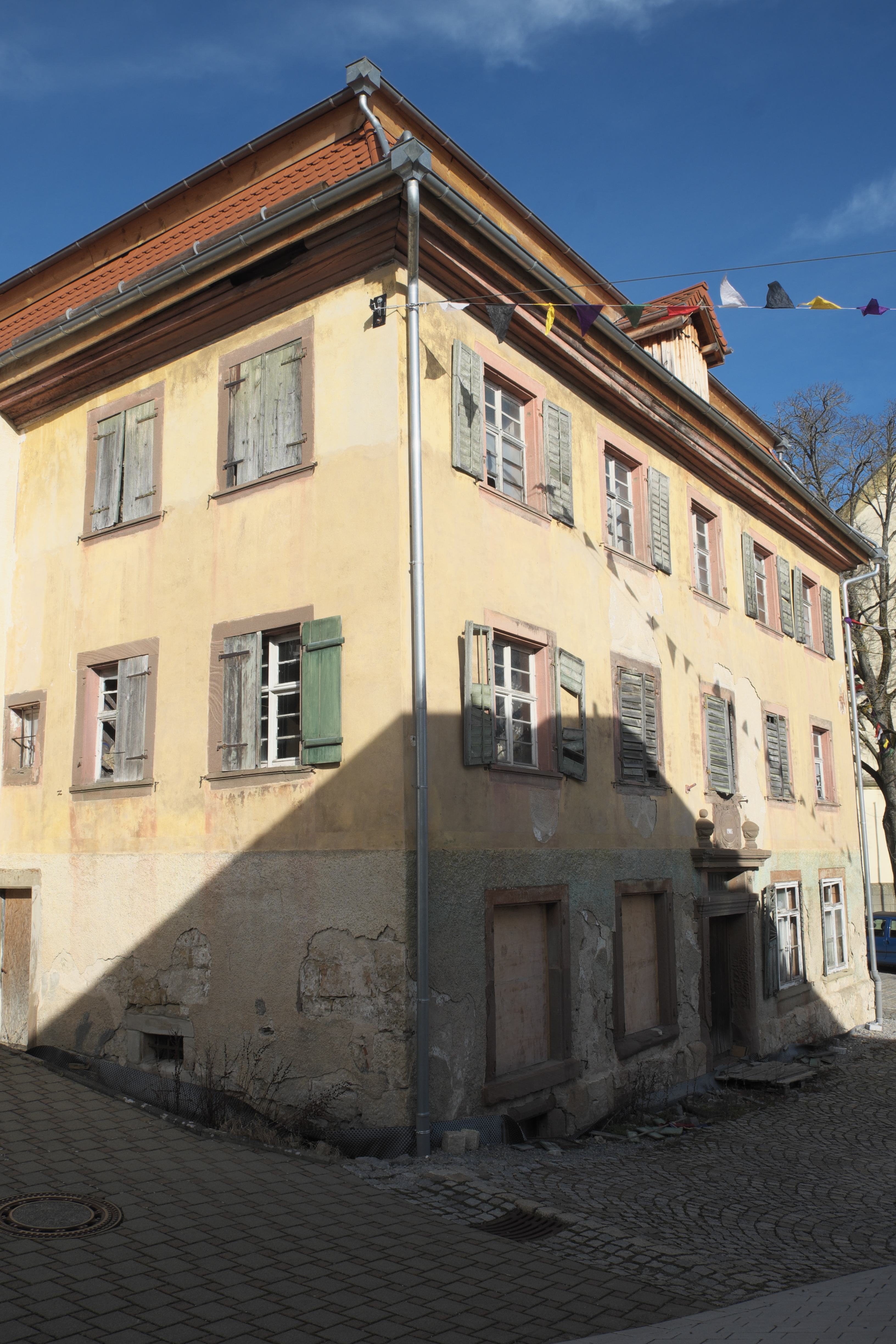
Gasthaus Rössle (2020)

Das Gasthaus Rössle in Trillfingen ist ein denkmalgeschütztes Gebäude aus dem 18. Jahrhundert.

## Geschichte
Das Haus wurde um 1790 errichtet. Es wurde von einem Bauführer des Baumeisters d’Ixnard im französischen Baustil entworfen und besitzt erhaltenswerte Stuckdecken. Das Gasthaus wurde von den Erben der letzten Wirtin, Paula Stehle, an einen Privatmann verkauft, der es nicht nutzte.
Im Sommer 2010 wurde ein Ankauf des verfallenden Gebäudes, das noch einen Verkehrswert von 14.500 Euro hatte, durch die Stadt Haigerloch erwogen, die an diesen Kauf allerdings die Bedingung knüpfte, dass der Denkmalschutz für das Rössle aufgehoben und damit der Abriss ermöglicht würde. Nachdem das staatliche Denkmalamt hierzu keine Zustimmung gegeben hatte und die Zeitschrift Denkmalpflege in Baden-Württemberg über das ehemalige Gasthaus berichtet hatte, äußerten mehrere private Investoren Kaufabsichten. 2022 ging das Rössle in die Hände neuer Besitzer über, die das Bauwerk sanieren und zu Wohnzwecken nutzbar machen lassen wollen.